# Lista de episódios de Nutri Ventures
Nutri Ventures - Em Busca dos 7 Reinos, encurtado como Nutri Ventures é uma série de desenho animado portuguesa desenvolvida pela Nutri Ventures Corporation desde 19 de Setembro de 2009. O desenho foi criado pelos produtores Rodrigo Carvalho e Rui Miranda tendo foco infantil e educativo abordando como tema alimentação saudável. Ela destaca-se por ser a primeira série portuguesa de lançamento global a ser exibida pelos Estados Unidos.
Em Portugal estreou em setembro de 2012 na RTP2 no bloco Zig Zag e mais tarde (outubro de 2012) no Canal Panda.
No Brasil ele teve a sua estreia no dia 8 de julho de 2013 pelo SBT, e esta passando na TV Rá-Tim-Bum desde 2014.
Nos Estados Unidos, foi exibido no Kabillion e no Qubo e na Espanha foi exibido no Disney Channel.

## Temporadas
| Temporada | Temporada           | Episódios | Exibição em Portugal   | Exibição em Portugal   |
| Temporada | Temporada           | Episódios | Estreia                | Final                  |
| --------- | ------------------- | --------- | ---------------------- | ---------------------- |
|           | Origens             | 2         | 26 de setembro de 2012 | 27 de setembro de 2012 |
|           | 1                   | 11        | 30 de setembro de 2012 | 10 de outubro de 2012  |
|           | 2                   | 9         | 11 de outubro de 2012  | 19 de outubro de 2012  |
|           | 3                   | 9         | 15 de março de 2013    | 25 de março de 2013    |
|           | 4                   | 11        | 5 de outubro de 2013   | 9 de novembro de 2013  |
|           | 5                   | 10        | 7 de abril de 2014     | 18 de abril de 2014    |
|           | O Regresso do Herói | 4         | 12 de outubro de 2018  | 12 de outubro de 2018  |

## Episódios

### Origens (2012)
| # | # | Titulo                                  | Estreia em             |
| - | - | --------------------------------------- | ---------------------- |
| 1 | 1 | "A Origem Parte 1 - O Sonho de Murdock" | 26 de setembro de 2012 |
| 2 | 2 | "A Origem Parte 2 - Os Novos Reinos"    | 27 de setembro de 2012 |

### 1ª Temporada (2012)
| #  | #  | Titulo                       | Estreia em             |
| -- | -- | ---------------------------- | ---------------------- |
| 3  | 1  | "O Pequeno Grande Herói"     | 30 de setembro de 2012 |
| 4  | 2  | "Em Busca da Energia"        | 1 de outubro de 2012   |
| 5  | 3  | "Reino Branco Super-Sónico"  | 2 de outubro de 2012   |
| 6  | 4  | "O Resgate do Reino Amarelo" | 3 de outubro de 2012   |
| 7  | 5  | "O Doce Sabor do Perigo"     | 4 de outubro de 2012   |
| 8  | 6  | "A Magia das Frutas"         | 5 de outubro de 2012   |
| 9  | 7  | "O Big Bang"                 | 6 de outubro de 2012   |
| 10 | 8  | "O Caminho Faz-se a Patinar" | 7 de outubro de 2012   |
| 11 | 9  | "Duro de Vencer"             | 8 de outubro de 2012   |
| 12 | 10 | "O Amargo Sabor da Vitória"  | 9 de outubro de 2012   |
| 13 | 11 | "A Galáxia do Alex Grand"    | 10 de outubro de 2012  |

### 2ª Temporada (2012)
| #  | # | Titulo                       | Estreia em            |
| -- | - | ---------------------------- | --------------------- |
| 14 | 1 | "A Ferro e Fogo"             | 11 de outubro de 2012 |
| 15 | 2 | "O Mestre da Traição"        | 12 de outubro de 2012 |
| 16 | 3 | "Perigo, Reino Escorregadio" | 13 de outubro de 2012 |
| 17 | 4 | "Estamos Fritos!"            | 14 de outubro de 2012 |
| 18 | 5 | "Toca a Queimar Gordura"     | 15 de outubro de 2012 |
| 19 | 6 | "Nas Asas do Dragão"         | 16 de outubro de 2012 |
| 20 | 7 | "Sal, Sol e Suor"            | 17 de outubro de 2012 |
| 21 | 8 | "Reinos em Extinção"         | 18 de outubro de 2012 |
| 22 | 9 | "Reino Vermelho Bem Passado" | 19 de outubro de 2012 |

### 3ª Temporada (2013)
| #  | # | Titulo                          | Estreia em          |
| -- | - | ------------------------------- | ------------------- |
| 23 | 1 | "Feijão Turbo"                  | 15 de março de 2013 |
| 24 | 2 | "A Maldição do Espírito da Luz" | 16 de março de 2013 |
| 25 | 3 | "Com a Corda ao Pescoço"        | 17 de março de 2013 |
| 26 | 4 | "Turbo Turbo Bang Bang"         | 18 de março de 2013 |
| 27 | 5 | "Cobras e Feijões"              | 19 de março de 2013 |
| 28 | 6 | "O Fim do Reino Castanho"       | 22 de março de 2013 |
| 29 | 7 | "Um Grão de Esperança"          | 23 de março de 2013 |
| 30 | 8 | "Leguminosas a Todo o Vapor"    | 24 de março de 2013 |
| 31 | 9 | "Em Rota de Colisão"            | 25 de março de 2013 |

### 4ª Temporada (2013)
| #  | #  | Titulo                           | Estreia em            |
| -- | -- | -------------------------------- | --------------------- |
| 32 | 1  | "A Lenda da Pedra de Netuno"     | 5 de outubro de 2013  |
| 33 | 2  | "O Terror dos Marés Regressa"    | 6 de outubro de 2013  |
| 34 | 3  | "Guga Uga!"                      | 12 de outubro de 2013 |
| 35 | 4  | "Preparar Para Mergulhar"        | 13 de outubro de 2013 |
| 36 | 5  | "Nas Mandíbulas do Tubarão"      | 19 de outubro de 2013 |
| 37 | 6  | "Pacto Profundo"                 | 20 de outubro de 2013 |
| 38 | 7  | "Um Mar de Tentáculos"           | 26 de outubro de 2013 |
| 39 | 8  | "Sinfonia Quebra-Gelo"           | 27 de outubro de 2013 |
| 40 | 9  | "O Último Suspiro do Reino Azul" | 2 de novembro de 2013 |
| 41 | 10 | "A Barreira do Medo"             | 3 de novembro de 2013 |
| 42 | 11 | "O Reino Azul por um Tridente"   | 9 de novembro de 2013 |

### 5ª Temporada (2014-18)
| #  | #  | Titulo                             | Estreia em          |
| -- | -- | ---------------------------------- | ------------------- |
| 43 | 1  | "A Estrela Oculta"                 | 7 de abril de 2014  |
| 44 | 2  | "A Maldição dos Vegetais Perdidos" | 8 de abril de 2014  |
| 45 | 3  | "O Misterioso Reino das Crianças"  | 9 de abril de 2014  |
| 46 | 4  | "Uma Pedra Bem Guardada"           | 10 de abril de 2014 |
| 47 | 5  | "Quatro Sinais do Apocalipse"      | 11 de abril de 2014 |
| 48 | 6  | "O Trio da Luz e das Trevas"       | 14 de abril de 2014 |
| 49 | 7  | "A Maratona das Estrelas"          | 15 de abril de 2014 |
| 50 | 8  | "A Sombra do Eclipse"              | 16 de abril de 2014 |
| 51 | 9  | "À Beira da Loucura"               | 17 de abril de 2014 |
| 52 | 10 | "O Caminho da Estrela Solitária"   | 18 de abril de 2014 |

### O Regresso do Herói (2018)
| #  | # | Titulo                                                | Estreia em            |
| -- | - | ----------------------------------------------------- | --------------------- |
| 53 | 1 | "O Regresso do Herói - Uma Mensagem das Estrelas"     | 12 de outubro de 2018 |
| 54 | 2 | "O Regresso do Herói - Heróis de Quatro Patas"        | 12 de outubro de 2018 |
| 55 | 3 | "O Regresso do Herói - A Escada até ao Espaço"        | 12 de outubro de 2018 |
| 56 | 4 | "O Regresso do Herói - Grandland, Temos um Problema!" | 12 de outubro de 2018 |